# Willi Meier

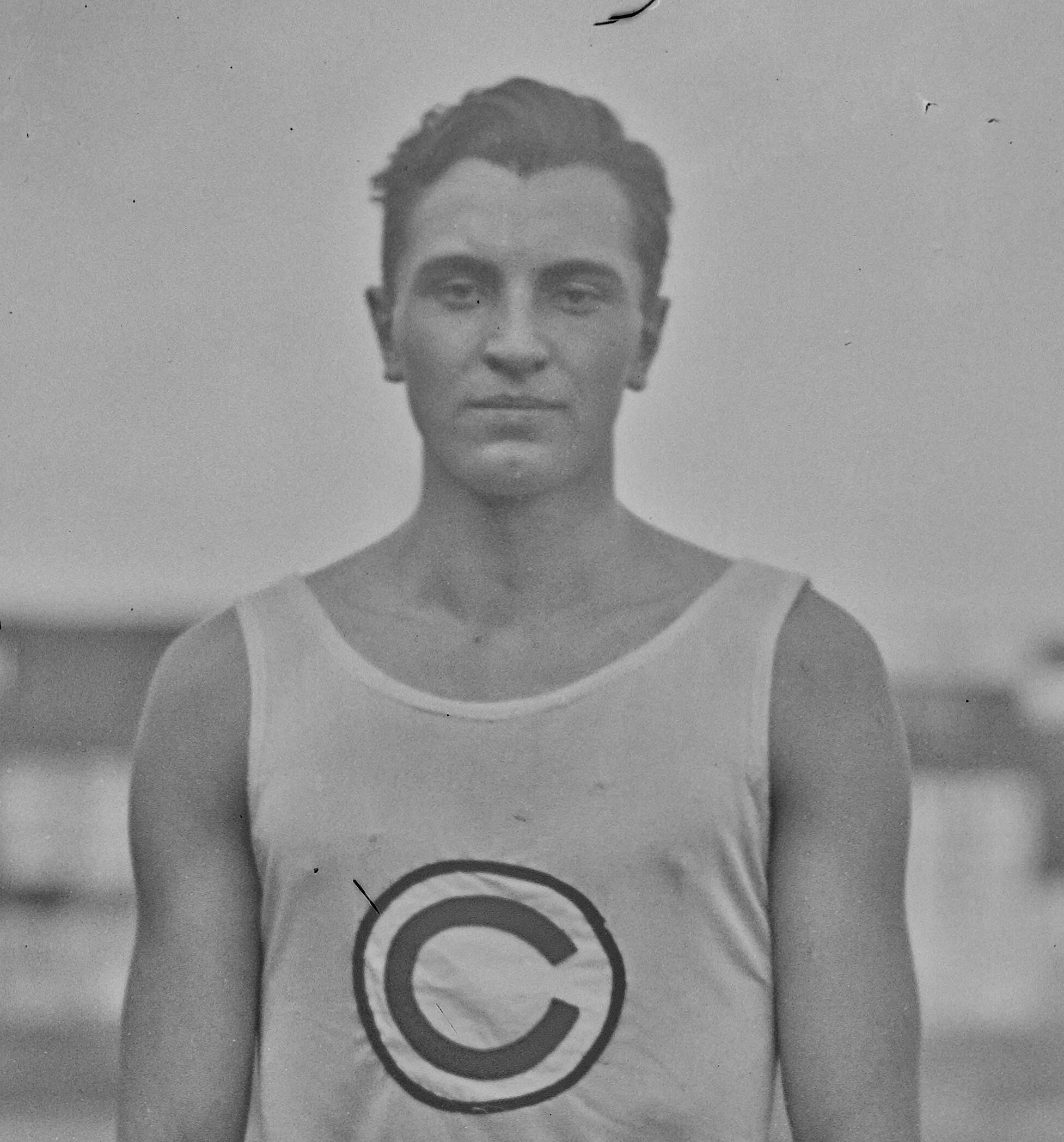
Willi Meier (1928)

Wilhelm „Willi“ Meier (* 13. April 1907 in Scherlebeck; † 19. März 1979 in München) war ein deutscher Leichtathlet, der in den späten 1920er Jahren als Weitspringer aktiv war. 
Er konnte sich zweimal bei den deutschen Meisterschaften platzieren, 1927 wurde er Dritter, 1928 Zweiter. Im Jahre 1926 sprang er in Lübeck mit 7,39 m den Junioren-Europarekord.
Im Jahr 1928 erzielte er mit 7,54 m seine persönliche Bestleistung und nahm zusammen mit Rudolf Dobermann, Erich Köchermann und Helmut Schlöske an den Olympischen Spielen in Amsterdam teil. Dort kam er als bester deutscher Weitspringer auf Platz vier; die Bronzemedaille verfehlte er um einen Zentimeter. Dem Drittplatzierten, dem US-Amerikaner Al Bates, gelang  ein einziger Sprung über 7 Meter, während Willi Meier fünfmal die 7-Meter-Marke übertraf. 
Willi Meier startete bis 1926 für Arminia Bielefeld und später für den SC Preußen Stettin sowie für den SC Charlottenburg. Er war 1,89 m groß und 86 kg schwer.

## Weblink
- Willi Meier in der Datenbank von Olympedia.org (englisch)

| Personendaten    | Personendaten          |
| ---------------- | ---------------------- |
| NAME             | Meier, Willi           |
| ALTERNATIVNAMEN  | Meier, Wilhelm         |
| KURZBESCHREIBUNG | deutscher Leichtathlet |
| GEBURTSDATUM     | 13. April 1907         |
| GEBURTSORT       | Scherlebeck            |
| STERBEDATUM      | 19. März 1979          |
| STERBEORT        | München                |